# Андрей
За християнския апостол с това име вижте Андрей Първозвани.
Андрей е християнско мъжко име и означава мъжествен. Идва от старогръцкото ανήρ (анер) – „мъж“, чийто генитив е ανδρός (андрос) – „като мъж“, „мъжки“. Новогръцката форма на мъж е άνδρας (андрас), а формата на името Ανδρεας (Андреас). В Новия Завет Апостол Андрей (Андрей Първозвани) е братът на Апостол Симон, когото Исус прекръщава „Петър“. Апостол Андрей е светецът покровител на Русия, Гърция и Шотландия, а името Андрей са носели няколко унгарски крале.